# گاما گلوتامیل ترانس پپتیداز
گاما گلوتامیل ترانس پپتیداز Gamma glutamyl transpeptidase که گاما گلوتامیل ترانسفراز (GGT) نیز خوانده می‌شود، نوعی آنزیم است که گروه‌های عامل گاما گلوتامیل را منتقل می‌کند. این آنزیم در بسیاری از بافت‌ها یافت می‌شود، ولی کارکرد آن در کبد چشمگیرتر است. این آنزیم دارای اهمیت تشخیصی نیز می‌باشد.

## کارکرد
واکنش کلی که این آنزیم کاتالیز می‌کند به شکل زیر است:
(5-L-glutamyl)-peptide + an amino acid {\displaystyle \rightleftharpoons } peptide + 5-L-glutamyl amino acid

## اهمیت بالینی
این آنزیم به عنوان یکی از شاخص‌های بیماری کبدی کاربرد دارد. در هپاتیت ویروسی مزمن، افزایش بدون علامت این آنزیم دیده می‌شود. این افزایش معمولاً پس از ۱۲ ماه تظاهر می‌کند. در بیماری‌های کبد، مجاری صفراوی و پانکراس فعالیت، سطح آنزیم بالا می‌رود. افزایش سطح این آنزیم در موارد زیر دیده می‌شود:
- هپاتیت ویروسی مزمن
- بیماری‌های مجاری صفراوی
- بیماری‌های قلبی-عروقی (افزایش خفیف)
- مصرف مقادیر زیاد الکل
- داروهای گوناگون، مانند باربیتورات‌ها و فنی توئین
- مصرف داروهای ضدالتهاب غیراستروئیدی NSAID
- نارسایی احتقانی قلب.